# Ribarița, Loveci
Ribarița (în bulgară Рибарица) este un sat în comuna Teteven, regiunea Loveci,  Bulgaria. 

## Demografie
Componența etnică a satului Ribarița
     Bulgari (97,96%)
     Nicio identificare (1,68%)
     Altele (0,35%)
La recensământul din 2011, populația satului Ribarița era de 1.130 locuitori. Din punct de vedere etnic, majoritatea locuitorilor (97,96%) erau bulgari. Pentru 1,68% din locuitori nu este cunoscută apartenența etnică.